# Opération Bulmus 6
Guerre d'usure
L’opération Bulmus 6 est un raid militaire mené par des unités des opérations spéciales des Forces de défense israéliennes contre une station égyptienne de radar de détection précoce (en) et de renseignement électronique située sur une petite île dans le golfe de Suez dans la nuit du 19 juillet 1969. Elle est considérée comme un succès.